# مارك ريتشاردز (سياسي)
مارك ريتشاردز (بالإنجليزية: Mark Richards)‏ هو سياسي أمريكي، ولد في 15 يوليو 1760 في واتربوري في الولايات المتحدة، وتوفي في 10 أغسطس 1844 في ويستمنستر في الولايات المتحدة. حزبياً، نشط في الحزب الجمهوري الديمقراطي. وقد انتخب عضو مجلس نواب فيرمونت وانتخب عضو مجلس النواب الأمريكي.